# Cnemaspis lokugei
Cnemaspis lokugei — вид ящірок з родини геконових (Gekkonidae). Описаний у 2021 році.

## Назва
Вид названо на честь Аджита Неткелума Локуге, ланкійського еколога, фахівцчя з лісового господарства та старшого членоа Асоціації молодих зоологів (YZA) Шрі-Ланки.

## Поширення
Ендемік Шрі-Ланки. Поширений в лісі Хапутале та лісі Ідалгашинна в окрузі Бадулла.